# Смех (эссе)
«Смех: Эссе о значимости комичного» (Le Rire. Essai sur la signification du comique) — философское эссе, опубликованное французским философом Анри Бергсоном в 1900 году. Эссе представляет собой сборник из трёх статей о смехе, которые были опубликованы в журнале «Revue de Paris». Автор пишет о комическом вообще, комическом в речи и комическом в характере.

## Публикация
В своём предисловии 1900 года Бергсон сказал, что это эссе фокусирует особое внимание на «смехе, вызванном комически». Он пишет, что хочет изучить смех и определить основные категории комических ситуаций, а также определить правила комичности. К своей работе он добавил список работ и исследований о смехе и комическом.
В предисловии, написанном в 1924 году, чтобы заменить первоначальный вариант, Бергсон объясняет, что его метод совершенно новый, потому что он состоит в определении процесса комичного, а не в анализе эффектов комичного. Он указывает, что его метод не противоречит результатам других работ, но предполагает, что он более строгий, с научной точки зрения, и заключается в том, чтобы определить способы производства комического. Также в его работе представлена ещё большая библиография.

## Тезисы
В первой главе Бергсон высказывает три соображения о смехе:
1. Не существует комического вне собственно человеческого. Пейзаж никогда не бывает смешным. «Если мы смеёмся над животным, то потому, что нас поразила в нём свойственная человеку поза или человеческое выражение». Иными словами, поводом для смеха служит антропоморфность.
2. Смех всегда сопровождается бесчувственностью и безразличием. «Комическое для полноты своего действия требует как бы кратковременной анестезии сердца». Важна дистанцированная позиция зрителя для смеха.
3. Смех имеет общественный характер и общественное значение. Комическое выражает известную неприспособленность личности к обществу, комическое связано только с человеком. «Комическое возникает, по-видимому, тогда, когда соединённые в группу люди направляют все своё внимание на одного, из своей среды, заглушая в себе чувствительность и давая волю одному только разуму». Таким образом, человек смеётся с другими, подразумевает круг смеющихся — особое вхождение в ситуацию.

Смех возникает, когда мы выбиваемся из косности, — пощёчина им за то, что он костен, пощёчина обществу — оно толкает человека на то, чтобы он не был косным. Комедия — схематизм. Комическое бессознательно, смех нарушает общие требования порядка. Бергсон пишет, что механическое — это когда живое тело превращается в костную машину, а комическое — проявление физического качества личности, связанного с моралью. Таким образом, он резюмирует, что комическим будет всякий распорядок действий и событий, который даёт нам внедрённые друг в друга иллюзии жизни и ясное впечатление о механическом устройстве.
Во второй главе «Комическое положение и комические речи» Бергсон вводит закон, которым мы определим обычные для водевиля положения: Будет комичным всякий распорядок действий и событий, который даёт нам внедрённые друг в друга иллюзии жизни и ясное впечатление о механическом устройстве. Автор определяет шесть основных принципов комического, три из которых касаются серии:

## Чертик на пружине
Этот принцип по Бергсону — столкновение двух видов упорства, из которых один, чисто механический, в конце концов уступает другому, который забавляется этим.
Пружина морального характера — идея, которая проявляет себя, а её подавляют, но она снова проявляется; поток слов, который прорывается, а его останавливают, но он снова рвётся вперед. Здесь мы представляем себе силу, упрямо сопротивляющуюся, и другую, упорно с ней борющуюся. Часто используется приём классической комедии — повторение. «Повторение одного и того же слова никогда не бывает само по себе смешным. Оно вызывает наш смех только потому, что символизирует известную, совершенно особенную игру элементов духовного свойства, которая, в свою очередь, символизирует игру вполне вещественну». Автор выводит такой закон: в комическом повторении слов имеются обыкновенно два элемента — подавляемое чувство, которое, подобно пружине, стремится проявить, и мысль, которая забавляется тем, что подавляет это чувство. Бывают случаи, когда весь интерес сцены сосредотачивается на одном только действующем лице, которое раздваивается.
Согласно автору, есть постепенно возрастающее усилие не дать проявиться тому, что рвётся наружу. Пружина, таким образом, с каждым разом напрягается всё сильнее, пока не выпрямиться совершенно.
Пример: «Перейдём теперь к театру. Мы должны начать с Гиньоля. Как только комиссар осмеливается высунуть нос на сцену, он получает тотчас же, как и полагается, удар палкой, который валит его с ног. Он вскакивает — второй удар опять сшибает его с ног. Новая попытка — новое возмездие. Сообразно ритму пружины, которая то сжимается, то разжимается, комиссар валится и снова встаёт, тогда как смех зрителей все усиливается.» «В комическом повторении слов имеются обыкновенно два элемента — подавляемое чувство, которое, подобно пружине, стремится проявиться, и мысль, которая забавляется тем, что подавляет это чувство».

## Картонный плясун
«В комедиях очень часто встречаются сцены, в которых то или иное действующее лицо думает, что говорит и действует свободно, и оно кажется нам поэтому вполне живым существом; между тем если взглянуть на него с известной стороны, то оно окажется простой игрушкой в руках другого лица, которое им забавляется».
Характерной чертой будет механичность происходящего. Зритель становиться на сторону обманщика в силу инстинкта, а действующее лицо колеблется между двумя противоположными решениями, причём каждое из этих решений поочерёдно притягивает его к себе. Автор всегда старается олицетворить эти два решения. Условие: представление о том, что видимая свобода прикрывает собой верёвочки и что мы здесь, как говорит поэт, …d’humbles marionnettes.

## Снежный ком
«Действие, которое, распространяясь все дальше и дальше, все более и более усиливается, так что причина, ничтожная вначале, с неизбежностью приводит к результатам столь же значительным, сколь и неожиданным».
Основное свойство механической комбинации заключается в том, что она обыкновенно обратима, то есть возвращается к своему исходному пункту. Кроме того, важной в таком случае будет кругообразность — когда все старания действующих лиц, в силу рокового сцепления причин и следствий, приводят его просто-напросто на прежнее место. Автор замечает, что есть несомненно бесполезные усилия, которые не вызывают смеха. Он предлагает нам два варианта: первый — крупная причина приводит к маленькому следствию и второй — маленькая причина приводит к крупному следствию. Бергсон писал: «Лишённый гибкости механизм, который мы подмечаем время от времени как нечто постороннее в живой преемственности человеческих поступков, имеет для нас совершенно особый интерес, потому что в нём проявляется как бы рассеянность жизни».
Пример: ком снега, который катится и, катясь, все увеличивается, солдатики, карты, домино.
По Бергсону, комическое — это та сторона личности, которой она походит на вещь, те человеческие поступки, которые своей совершенно специфической косностью походят на настоящий механизм, на нечто автоматическое — словом, на движение безжизненное. Оно выражает индивидуальное или коллективное несовершенство требующее немедленного исправления, которым и является смех. Смех — это известный общественный жест, которым подчёркивается и пресекается особая рассеянность людей и событий.

## Повторение
Когда одна и та же сцена происходит несколько раз. Речь о положении, сочетании обстоятельств, которое несколько раз возобновляется в одном и том же виде, идя в разрез в постоянно меняющемся течении жизни.
Пример из «Школы жён» Мольера:
1. Гораций рассказывает Арнольфу, как он надумал обмануть опекуна Агнесы, каковым опекуном оказывается сам Арнольф;
2. Арнольф думает, что отразил удар;
3. Агнеса обращает в пользу Горация хитрость Арнольфа.

## Инверсия
Так называемый «Мир наизнанку».
Примеры: «Политый поливальщик (1895)», «обокраденный вор», подсудимый, читающий нравоучения судье.
Пример из старинного французского фарса: "Сварливая жена требует, чтобы муж исполнял всю работу по дому, и составляет для него подробнейший список обязанностей. Когда она падает в чан, муж отказывается вытащить её оттуда, говоря: «Этого нет в твоём списке».

## Интерференция серий
«Положение комично всегда, когда оно принадлежит одновременно к двум совершенно независимым сериям событий и может быть истолковано сразу в двух совершенно противоположных смыслах».  Пересечение перебивки в действиях. Недоразумение в этом случае смешно не само по себе, а лишь как признак интерференции рядов. Мы всегда видим два независимых ряда событий и их частичное совпадение.
Цель всех трёх приёмов — механизация жизни. Комизм событий можно определить как рассеянность вещей.

## Комическое заключающееся в словах
Это комическое, которое речь создаёт, а не выражает как в предыдущих случаях. Комическим в этом случае становиться сам язык, он подчёркивает его рассеянность. Это фраза, слово обладают независимой способностью вызывать смех, не важен автор, но иногда мы смеёмся над ним. Делится на остроумное, когда смеются над третьим лицом и смешное, когда над сказавшим. Автор замечает, что иногда эти два понятия сложно различить. Они пишет: «Поэт превратится в остроумного человека, если захочет быть поэтом не умом и сердцем, а только умом». Далее автор даёт определение остроумию: известная способность набрасывать мимоходом комические сценки, но набрасывать так легко и быстро, чтобы всё уже было кончено, когда мы начнём только замечать происходящее. Он упоминает такие способы, как превращение в парадокс какой-нибудь ходячей мысли или использование какого-нибудь оборота речи, пародирование какой-нибудь цитаты или пословицы. Бергсон приходит к мысли, что остроумное оказывается ни чем иным как тем же комическим, но более лёгким.